# Бонд (музыкальный квартет)
Бонд (англ. Bond) — австралийско-британский струнный квартет, чей репертуар основывается на классическом кроссовере и синти-поп музыке. Бонд называют самым популярным струнным квартетом всех времён, который распродал более 4 миллионов пластинок.

## Создание
Бонд был сформирован в результате переговоров музыкального продюсера Майка Бэтта и промоутера Мэла Буша. Бэтт предложил Бушу создать квартет, который бы состоял из «четырёх красивых и талантливых музыкантов». Спустя некоторое время, Буш обратился к продюсеру Гарету Казинсу за помощью определиться с составом квартета и репертуаром. После этого появились четыре записи квартета, которые впоследствии привели к подписанию контракта с звукозаписывающей компанией,Decca Records. Три записи «Duel», «The 1812» и «Dalalai» стали основой для первого альбома «Born». Сначала квартет состоял так: Хэйли Эккер ((первая скрипка) Перт, Австралия), Эос Чаттер ((вторая скрипка) Кардифф, Уэльс), Таня Дэвис ((альт) Сидней, Австралия) и Гэй-Йи Вестерхофф ((виолончель) Халл, Англия). В 2008 году Хэйли Эккер покинула коллектив в связи с беременностью и пришлось её заменить. В коллектив приходит Элспет Хэнсон (Верхний Базильдон, Англия). Таня Дэвис переключилась на скрипку, а альт был передан Элспет Хэнсон. Состав квартета изменился: Таня Дэвис (первая скрипка) Сидней, Австралия, Эос Чаттер ((вторая скрипка) Кардифф, Уэльс), Элспет Хэнсон ((альт) Верхний Базильдон, Англия) и Гэй-Йи Вестерхофф ((виолончель) Халл, Англия).

## Жанр и успех
Дебютный альбом квартета, «Born», был снят с UK Classical Charts из-за сильного сходства с поп-музыкой. Позже «Born» достиг первой позиции в чартах 21 страны по всему миру. Их второй альбом, «Shine», стал золотым в шести странах. Третий релиз квартета, «Remixed», состоял из ремиксов на первые два альбома и из трёх новых композиций. Их третий студийный альбом «Classified» стал популярным и успешным, он стал дважды платиновым в Австралии, достигнув первой позиции в классическом и поп чартах. Альбом Explosive: The Best of Bond — лучший из коллекции квартета. Бонд так же участвовал в конкурсе Мисс Мира 2000 в Лондоне.

## Выступления и последние работы
В 2003 году квартет гастролировал по Азии и участвовал в конкурсе Мисс Вселенная 2003, проводившемся в Панаме.
В 2009 французский производитель автомобилей, Peugeot заказал квартету записать Времена года (Вивальди) для рекламы Peugeot 308.
В интервью газете Birmingham Mail, Таня Дэвис сообщила, что в квартет работает над следующим студийным альбомом. Она также уточнила, что в нём будут элементы фолка, а также цыганские и североевропейские мотивы. В 2010 квартет выступил с новыми композициями из нового альбома, «Play» на концертах в Мексике . В 2012 году Бонд исполнили песню I Am the Walrus вместе с Расселом Брендом на церемонии закрытия олимпийских игр.

## Факты
В 2002 году на олимпиаде в Солт-Лейк-Сити российский фигурист Алексей Ягудин в своей программе «Зима» на льду использовал одну из композиций квартета «Winter sun».

## Дискография

### Альбомы
| Release date    | Title      |
| 2 October 2000  | Born       |
| 15 October 2002 | Shine      |
| 15 June 2004    | Classified |
| 26 June 2011    | Play       |

### Сборники
| Release date      | Title                       |
| 16 September 2003 | Remixed                     |
| 28 June 2005      | Explosive: The Best of Bond |

### Синглы
- «Victory»
- «Wintersun»
- «Viva!/Wintersun»
- «Shine»
- «Fuego»
- «Speed»
- «Atlanta/Time»
- «Viva!/Victory»
- «Explosive/Adagio for Strings»
- «Fly Robin Fly»

### DVD
- Live at the Royal Albert Hall
- Bond: Video Clip Collection

### В кино
- Три икса 2: Новый уровень
- Агент Джонни Инглиш

## Галерея

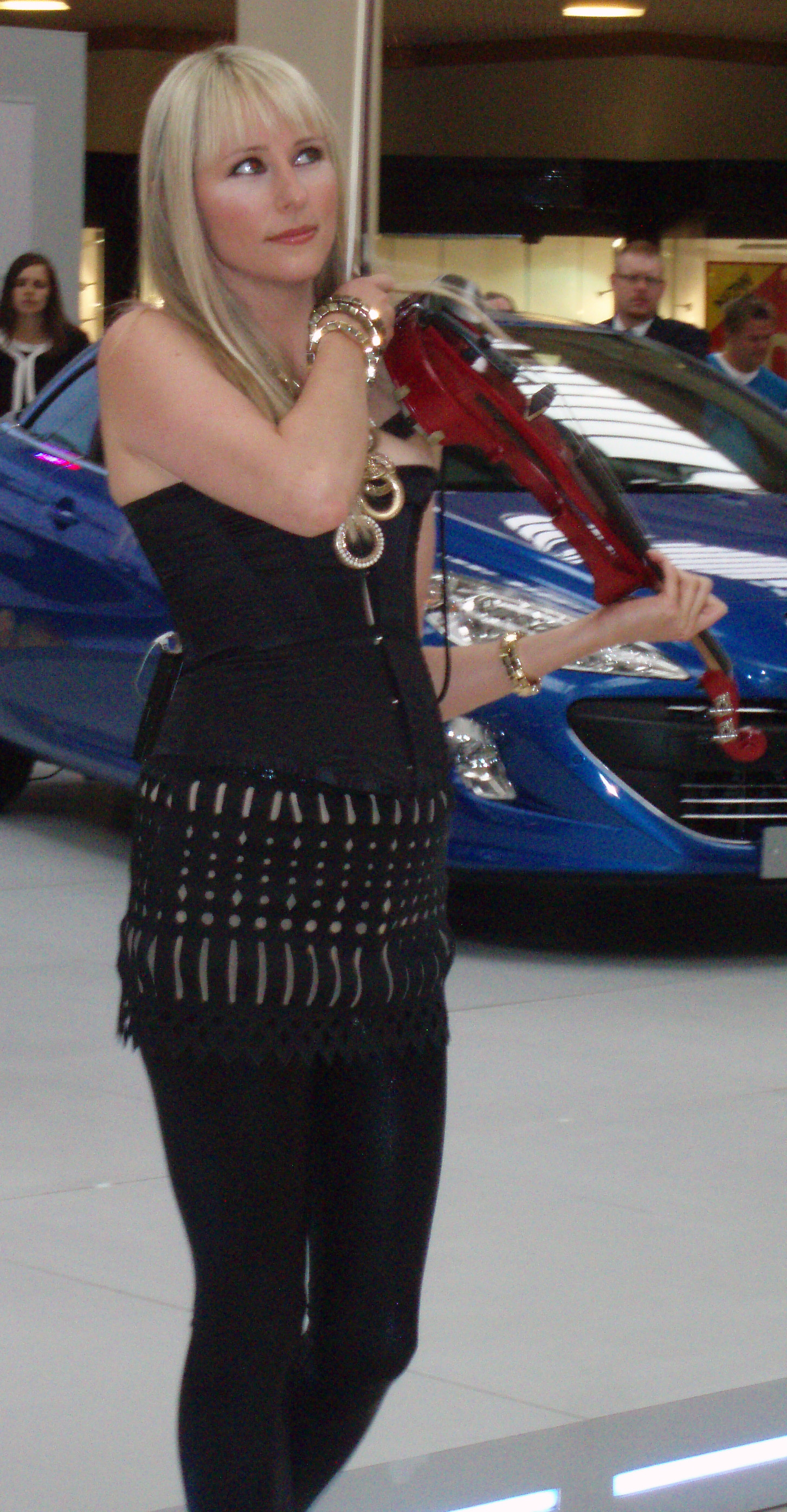
Таня Дэвис
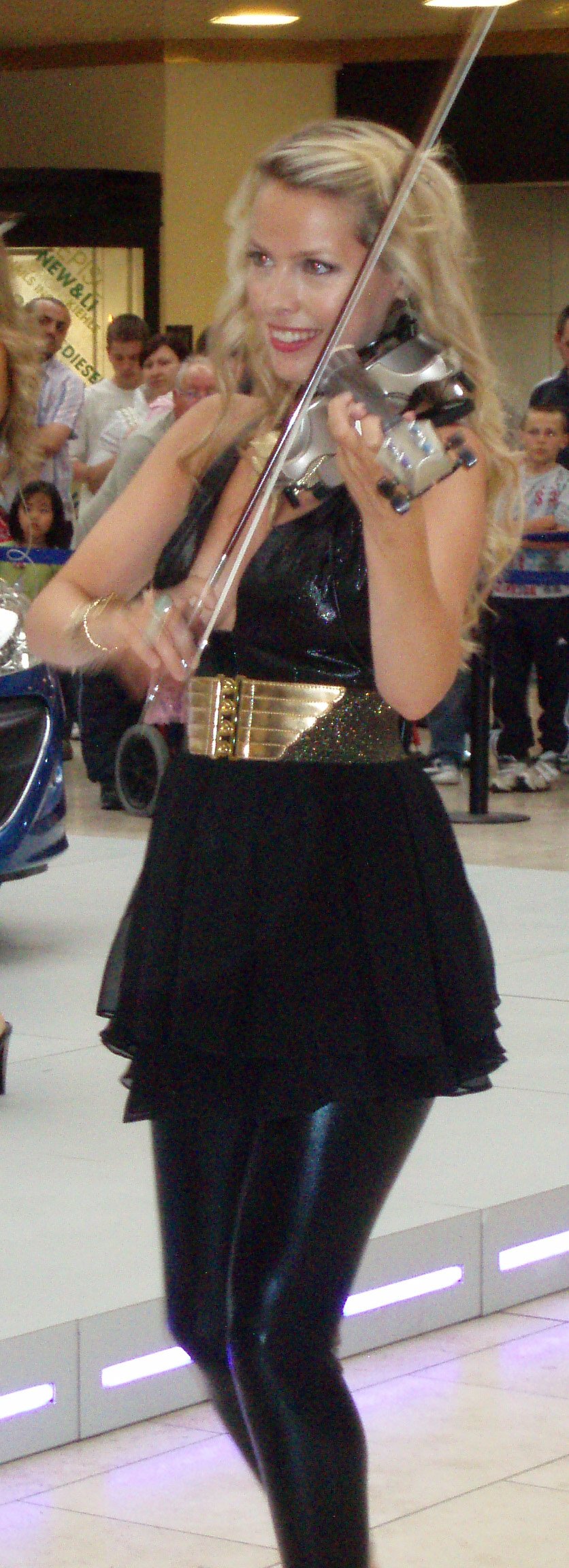
Эос Консл
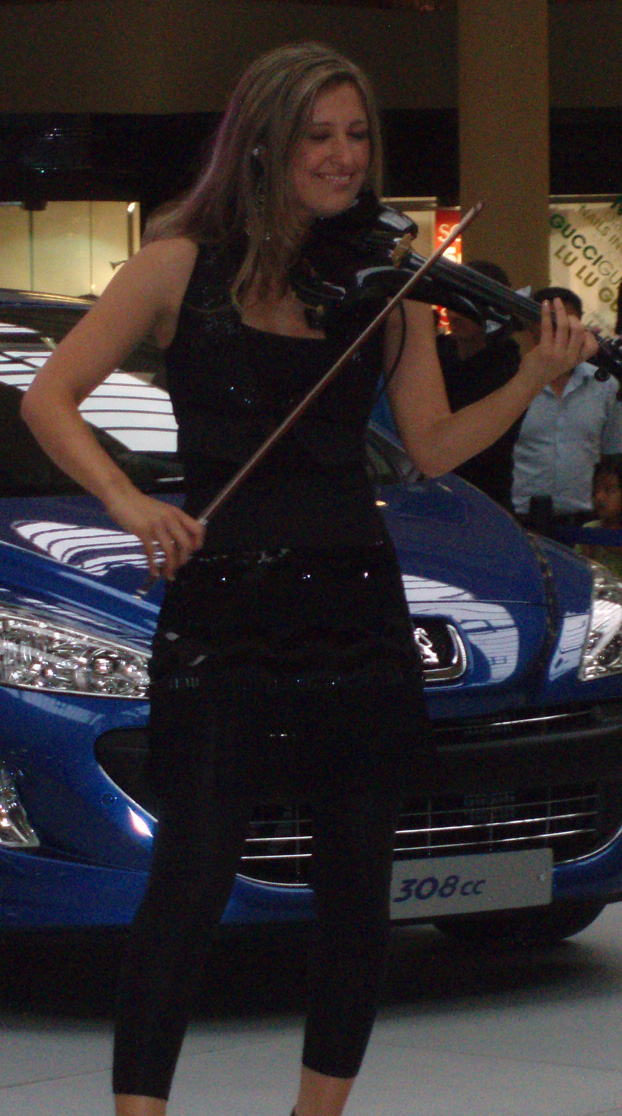
Элспет Хэнсон
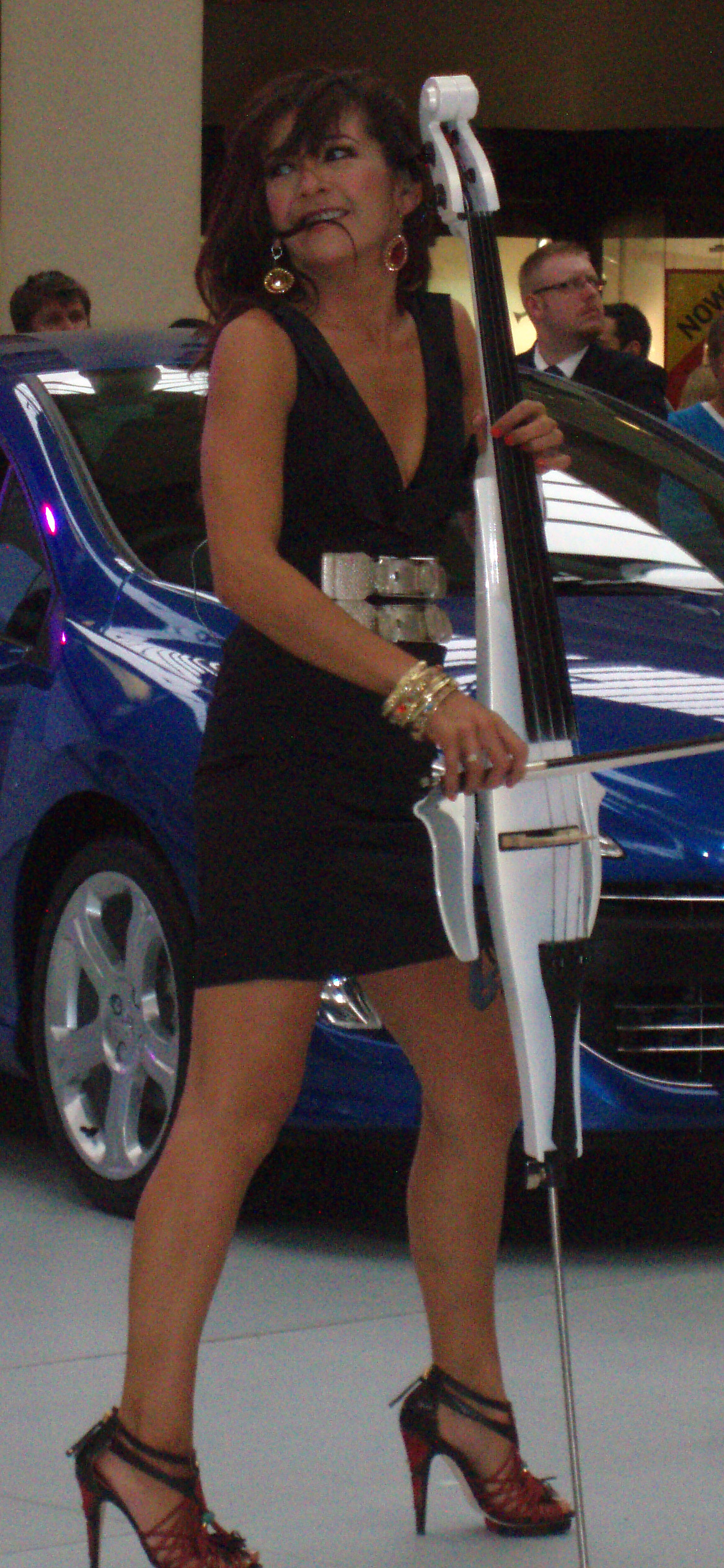
Гэй-Йи Вестерхофф